# 7081 Ludibunda
7081 Ludibunda è un asteroide della fascia principale. Scoperto nel 1987, presenta un'orbita caratterizzata da un semiasse maggiore pari a 2,7437351 UA e da un'eccentricità di 0,2422825, inclinata di 6,69406° rispetto all'eclittica.